# ما هي الطبقة الثالثة؟

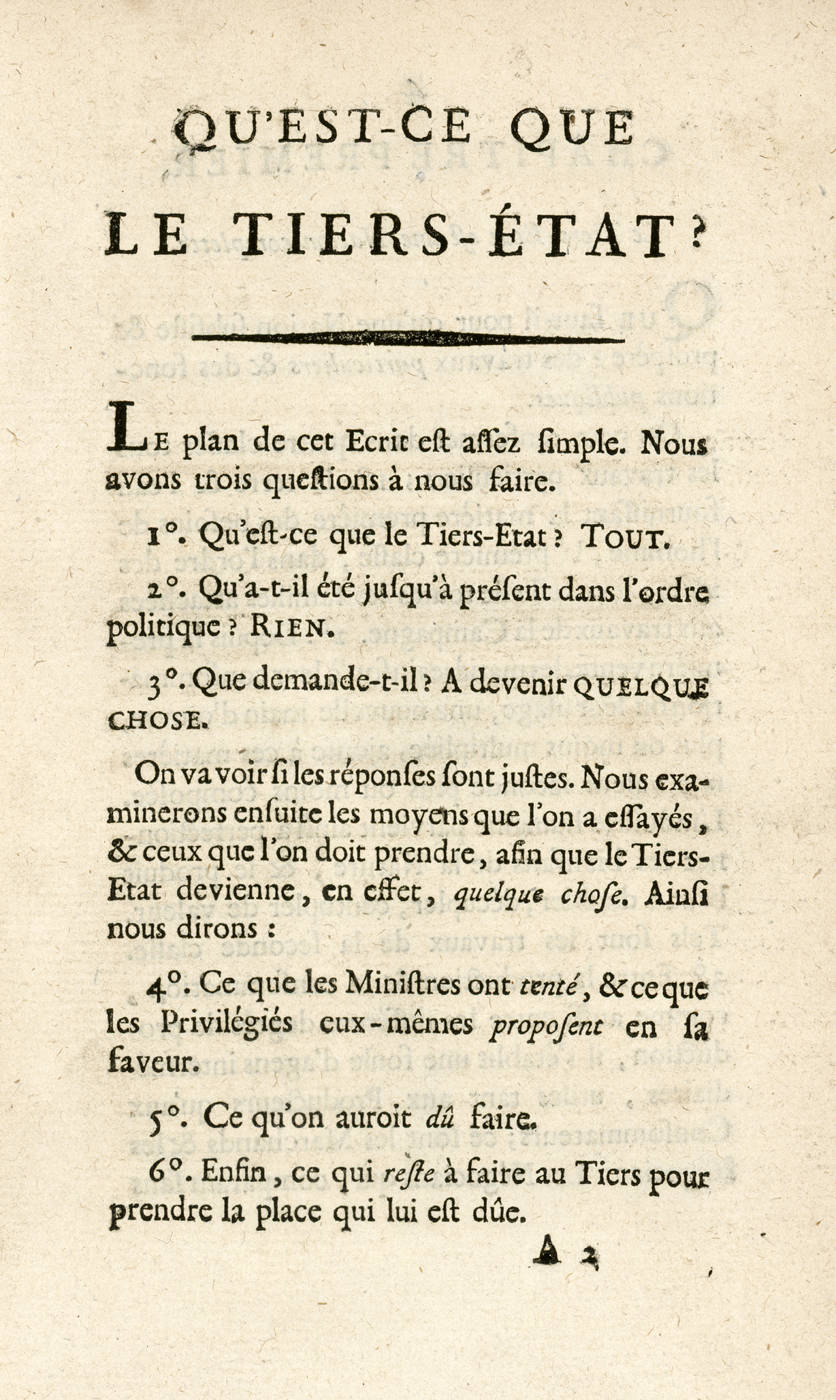
الصفحة الأولى من منشور «ما هي الطبقة الثالثة؟»

ما هي الطبقة الثالثة؟ (بالفرنسية: Qu'est-ce que le tiers-état?) هو منشور (كُتيّب) سياسي من تأليف المفكر ورجل الدين الفرنسي الأ إيمانويال جوزيف سياس (1748–1836). يعود تاريخ كتباته إلى شهر يناير من عام 1789 قبيل اندلاع الثورة الفرنسية بفترة وجيزة. كان المنشور رد إيمانويال سياس على الدعوة التي وجهها وزير المالية جاك نيكر للكُتّاب ليعطوا رأيهم حيال كيفية تنظيم مجلس الطبقات.
يذهب سياس في المنشور إلى القول بأن الطبقة الثالثة (عامة الشعب الفرنسي) شكلت أمةً بحد ذاتها وليست بحاجة إلى ما وصفه بـ «العبء المميت» للطبقتين الأخريتين ألا وهما الطبقة الأولى (رجال الدين) والثانية (الأرستقراطية). صرّح سياس أن الشعب يريد ممثلين حقيقيين في مجلس الطبقات، وتمثيل متساوٍ مع الطبقتين الأخريتين اللتان تم جمعهما معاً، واحتساب الأصوات بحسب عدد الأشخاص وليس بالطبقات. غدا لهذه الأفكار تأثير هائل على مجريات الثورة الفرنسية.

## موجز
يتناول المنشور ثلاثة أسئلة افتراضية وأجوبة سياس عليها. الأسئلة وأجوبتها هي على النحو الآتي:
- «ما هي الطبقة الثالثة؟ كل شيء.»
- «ماذا قد كان لديها حتّى الآن في النظام السياسيّ؟ لا شيء.»
- «ماذا ترجو أن تكون؟ أن تكون شيئاً...»

يرى سياس في المنشور بأن الطبقتين الأولى والثانية ليستا ضروريتان، إنما في الحقيقةِ فإن الطبقة الثالثة هي الطبقة الشرعية الوحيدة لفرنسا فهي التي تُمثّل كامل الشعب. ولذا فيؤكدُ سياس على ما يستوجبه هذا من استبدال الطبقتين الأولى والثانية والتخلي عنهما. كما يرى وجوب قيام الطبقة الثالثة بدفع الضرائب.

## نظرية الدولة الجمعوية
تبلورت فكرة نظرية الدولة الجمعوية على يد فلاسفة إنجليز من أمثال ج. د. ه. كول وجون نيفيل فيغيز وإتش ج. لاسكي، بيد أن أصول هذه النظرية ترجع لإسهامات الفلاسفة السياسيين الفرنسيين والإيطاليين قبل الثورة الفرنسية ولا سيما منشور سياس حيث تلعب النظرية فيه دوراً بارزاً. يرى سياس في قيام الدولة بمَرْكَزَة السيادة أمراً مشوباً بالعيوب فينبغي خضوعه لتحول جذريّ صوب شكل من أشكال السلطة اللامركزية المتحدة، ما يعني تنظيم شؤون ومعاملات المجتمع لتديرها روابط مستقلة وهذا ما سيجعل المجتمع يحكم نفسه بنفسه. وصدرت مجموعة شاملة من الكتابات حول هذا الموضوع تحت عنوان «نظرية الدولة الجمعوية».
بنت نظريات حديثة على أفكارٍ من نظرية الدولة الجمعوية على غرار الاشتراكية الليبرتارية ولاسلطوية السوق الحر. فيما تعد الاشتراكية النقابية مثالاً على سابقاتها والتي أسهم المنظر السياسي البريطني سالف الذكر ج. د. ه. كول في وضعها.

## وصلات خارجية
- مقتطفات من منشور «ما هي الطبقة الثالثة؟» – جامعة فوردهام. (بالإنجليزية)